# Miltianthus
- Commons
- Wikispecies

Miltianthus é um género botânico pertencente à família Zygophyllaceae.

## Espécies
- Miltianthus portulacoides Bunge

1. ↑  «Miltianthus — World Flora Online». www.worldfloraonline.org. Consultado em 19 de agosto de 2020